# Resolução 1 do Conselho de Segurança das Nações Unidas
Resolução 1 do Conselho de Segurança das Nações Unidas, aprovada sem votação em 25 de janeiro de 1946, para a criação de uma Comissão de Estado-Maior que reuniu-se pela primeira vez em Londres em 1 de fevereiro de 1946. A Comissão foi constituída pelos chefes do Estado-Maior das organizações militares dos cinco membros permanentes. A formação da Comissão havia sido chamada para ao abrigo do artigo 47 da Carta das Nações Unidas, e esta resolução dirigida à Comissão a convocar e apresentar propostas para a organização e procedimentos padronizados.
O Conselho de Segurança também teve a "Discussão sobre a melhor forma de chegar à conclusão dos acordos especiais [para o fornecimento de forças armadas e instalações relacionadas] referidos na Carta (Artigo 43)" em sua agenda para a reunião, embora este artigo foi adiado. A Assembleia Geral das Nações Unidas aprovou a sua primeira resolução no dia anterior.